# Бирщайн
Бирщайн (на немски: Birstein) е селище в Германия, в провинция Хесен. Населението му е 6538 души от преброяването към 30 юни 2007 г. Заема територия от 86,63 км².